# Dodgy
Dodgy est un groupe anglais de power pop/rock, qui a connu un certain succès durant la vague Britpop des années 1990, notamment avec les titres Staying out for the Summer, In a room et Good enough. Bien que Nigel Clark et Mathew Priest soient originaires de Redditch, près de la cité de Birmingham, Dodgy s'est formé à Londres en 1990. Avant de devenir le trio connu à ce jour, le groupe a vu plusieurs changements, notamment Ben Lurie à la guitare qui quitta le groupe pour joindre The Jesus and Mary Chain et Frederic Colier à la basse pour poursuivre une carrière solo. 

## Membres
- Andy Miller (1990-présent): chant, guitare
- Nigel Clark (1990-1998 et 2007-présent): basse
- Mathew Priest (1990-présent): batterie
- David Bassey (1998-2002): chant
- Nick Abnett (1998-2002): basse
- Chris Hallam (1998-2002): clavier
- Richard Payne (2007-présent): clavier

## Discographie

### Albums studio
- 1993 - The Dodgy Album
- 1995 - Homegrown
- 1996 - Free Peace Sweet
- 2001 - Real Estate!
- 2011 - Stand Upright In A Cool Place
- 2016 - What Are We Fighting For

### Compilations et albums en concert
- 1997 - Ace A's + Killer B's
- 2004 - The Collection
- 2007 - So Far on 3 Wheels - Dodgy on the Radio (Enregistrements live pour la BBC Radio 1 de 1991, 1994, 1995, 1996 et 1997)
- 2013 - Good Enough: The Very Best of Dodgy
- 2022 - The A&M Years (Coffret 8CD inclus les 3 premiers albums + faces B, remixes, live, démos, versions alternatives,...)

### UK singles
- Summer fayre (1991) #198 UK
- Easy way (1991) # 165 UK
- The black and white single (1992) #115 UK
- Water under the bridge (1993) #72 UK
- Lovebirds (1993) #65 UK
- I need another (EP) (1993) #67 UK
- The melod-EP (1994) #43 UK
- Staying out for the Summer (1994) #38 UK
- So let me go far (1995)#30 UK
- Making the most of (1995) #22 UK
- Staying out for the Summer '95 (1995) #19 UK
- In a room (1996) #12 UK
- Good enough (1996) #4 UK
- If you're thinking of me (1996) #11 UK
- Found you (1997) #19 UK
- Every single day (1998) #32 UK
- Feathercuts and monkeyboots (2000)
- (We all need a little) Liftin (2001)